# Nadine Laurent
Nadine Laurent (* 10. Juni 2003 in Rom) ist eine italienische Skilangläuferin.

## Werdegang
Laurent, die für den G.S. Fiamme Oro startet, nahm von 2019 bis 2023 an U18 und U20-Rennen im Alpencup teil und errang dabei in der Saison 2021/22 sowie 2022/23 jeweils den vierten Platz in der U20-Gesamtwertung. Bei den Junioren-Skiweltmeisterschaften 2021 in Vuokatti belegte sie den 46. Platz im 15-km-Massenstartrennen sowie den 38. Rang im Sprint und bei den Junioren-Skiweltmeisterschaften 2022 in Lygna den 23. Platz über 5 km klassisch, den achten Rang mit der Staffel sowie den vierten Platz im Sprint. Zudem holte sie beim Europäischen Olympischen Winter-Jugendfestival 2021 in Vuokatti jeweils die Bronzemedaille über 5 km klassisch sowie 7,5 km Freistil und die Silbermedaille mit der Mixed-Staffel. Im Sprint wurde sie dort Vierte. In der Saison 2022/23 kam sie bei den Junioren-Skiweltmeisterschaften 2023 in Whistler auf den 22. Platz über 10 km Freistil, auf den 12. Rang im 20-km-Massenstartrennen sowie erneut auf den vierten Platz im Sprint und bei den Nordischen Skiweltmeisterschaften 2023 in Planica auf den 29. Platz im Sprint. Zu Beginn der Saison 2023/24 startete sie in Ulrichen erstmals beim Alpencup, wobei sie den fünften Platz im Sprint errang. Im weiteren Saisonverlauf lief sie siebenmal unter den ersten Zehn, darunter Platz zwei über 10 km Freistil in Toblach und erreichte damit den dritten Platz in der Gesamtwertung. Im März 2024 siegte sie beim Alpencup in Toblach mit der Mixed-Staffel. Zudem nahm sie bei der Tour de Ski 2023/24 in Toblach erstmals am Skilanglauf-Weltcup teil und holte im März 2024 in Lahti mit dem 48. Platz im Sprint ihre ersten Weltcuppunkte. Bei den U23-Weltmeisterschaften 2024 in Planica belegte sie den 29. Platz über 10 km klassisch, den siebten Rang im Sprint und den sechsten Platz mit der Staffel. Nach drei Top-Zehn-Platzierungen zu Beginn der Saison 2024/25 beim Alpencup in Schlinig, kam sie beim Weltcup in Davos mit dem 36. Platz im Sprint erneut in die Punkteränge.

## Continental-Cup-Siege im Team
| Nr. | Datum         | Ort     | Disziplin                           | Serie    |
| --- | ------------- | ------- | ----------------------------------- | -------- |
| 1.  | 17. März 2024 | Toblach | 4 × 7,5 km Mixed-Staffel Freistil 1 | Alpencup |